# Casa a la rambla Sant Isidre, 30 (Igualada)
Casa a la rambla Sant Isidre, 30 és un edifici d'Igualada (Anoia) inclòs a l'Inventari del Patrimoni Arquitectònic de Catalunya.

## Descripció
La casa és situada a la rambla de Sant Isidre, un dels eixos comercials més emblemàtics de la ciutat.
És un edifici entre mitgeres de planta baixa i tres pisos amb cinc eixos de composició vertical i planta rectangular. En origen, era característic per presentar una façana d'estil pre-isabelí, amb relleus de motius florals elaborats en terra cuita i col·locats verticalment, separant els eixos d'obertures.
No obstant, amb les renovacions de la planta baixa per acollir locals comercials, la façana es va remolinar i pintar deixant-la en un estat força descurat i malmès. Tanmateix, destaca per la presència de cinc balcons per cadascun dels pisos i en el de la part superior s'hi mostren obertures rectangulars disposades damunt d'una cornisa.

## Història
Si la data que trobem a la façana -1801- correspon a la col·locació dels relleus esmentats tindríem un cas d'avantguarda artística, ja que aquestes representacions de terra cuita tenen el seu moment de màxima expansió a mitjans del segle xix.